# ماجد المرحوم
ماجد المرحوم (عربی: ماجد المرحوم؛ زادهٔ ۲۱ مهٔ ۱۹۸۲) یک ورزشکار اهل عربستان سعودی است.
از باشگاه‌هایی که در آن بازی کرده‌است می‌توان به باشگاه فوتبال الحزم عربستان سعودی، باشگاه فوتبال الشباب عربستان سعودی، باشگاه فوتبال الشعله عربستان سعودی، و باشگاه فوتبال الحزم عربستان سعودی اشاره کرد.